# موشک ۳۵۸
موشک "۳۵۸" یک موشک زمین‌به‌هوای سرگردان ساخت ایران است. اکثر موشک‌های "۳۵۸" در توقیف محموله‌های تسلیحات ارسال شده برای نیروهای انصارالله به عنوان بخشی از تحریم تسلیحاتی شورای امنیت سازمان ملل (قطعنامه امنیتی ۲۲۱۶) که از سال ۲۰۱۵ بر یمن تحمیل شده بود، به دست آمدند.

## تاریخ
اولین نمونه‌های شناخته شده عمومی از موشک «۳۵۸» در ۲۵ نوامبر ۲۰۱۹ را نیروی دریایی آمریکا در خلیج عدن کشف کرد. کشتی الرحیب با دو موشک «۳۵۸» در میان مهمات کشف شده توسط ناو یواس‌اس فارست شرمن توقیف شد. در ۹ فوریه ۲۰۲۰ با توقیف شناور القاناس ۱ توسط ناو یواس‌اس نورماندی، سه موشک دیگر در میان اقلام ضبط شده کشف شد.
یک موشک کاملاً مونتاژ شده "۳۵۸" در ۲۱ اکتبر ۲۰۲۱ توسط تیپ ۵۲ حشد الشعبی عراق در مجاورت فرودگاه نظامی طوزخورماتو در روستایی به نام "البوصباح" در عراق به عنوان هشدار احتمالی یا تهدیدی برای نیروهای آمریکایی در منطقه پیدا شد.
محموله دیگری از موشک‌های "۳۵۸" توسط اچ‌ام‌اس مونتروز، یک ناوچه تیپ ۲۳ نیروی دریایی بریتانیا در ۲۸ ژانویه ۲۰۲۲ توقیف شد.
در ۲۸ اکتبر ۲۰۲۳، حزب‌الله لبنان موشک "۳۵۸" را برای سرنگونی یک پهپاد اسرائیلی استفاده کرد.
نسخه ی بزرگ تر و جدیدتر این نسخه به نام موشک ۳۵۹در مستند نگهبان آسمان در سال ۲۰۲۵ به صورت رسمی رونمایی شد.

## طرح
با توجه به نظر جمعی از کارشناسان سازمان ملل، مشخص شد قطعات زیادی به صورت تجاری در دسترس بوده‌ست و از طریق برخی شرکت‌های کاغذی به دست آمده‌است. پیشران اصلی یک موتور توربین گازی تایتان اِی‌ام‌تی محصول ای‌ام‌تی هلند بود و یک ماژول سنسور اینرسی ام‌تی‌آی-۱۰۰ از اکس‌سنس تکنالوجیز هم شناسایی شد. همچنین این موشک از فیوز مجاورت نوری استفاده می‌کند.

## روش عملیات
موشک "۳۵۸" دارای یک مرحله بوستر سوخت جامد برای پرتاب است. پس از پرتاب، بوستر جدا می‌شود و ادامه پرواز با نیروی موتور توربین گازی انجام می‌شود. با توجه به عملکرد توربین گاز، طراحی بال خمیده و ظرفیت سوخت، این موشک دارای سرعت فروصوت با برد و استقامت طولانی خواهد بود. گمان می‌رود که موشک در یک الگوی پرواز ساده پرسه‌زنی در هوا برای شناسایی و حمله به اهداف فرصت حرکت می‌کند.

## یادداشت
1. ↑  برخی آن را نوعی پهپاد در نظر می‌گیرند.